# Universiteit van Bourgondië
De Universiteit van Bourgondië (Frans: Université de Bourgogne) is een Franse universiteit die in Dijon is gevestigd. De universiteit is naar de regio Bourgondië (la Bourgogne) genoemd, waarvan Dijon de hoofdstad is. Er wordt in een groot aantal studierichtingen onderwijs gegeven.
De universiteit bevindt zich op een eigen, open terrein, dat aan het oosten van het centrum van Dijon ligt, daar dicht bij. Het hoofdgebouw, een groot deel van de faculteiten en de bibliotheek liggen aan weerszijden van de Esplanade Erasme, naar Erasmus genoemd. Deze esplanade is een voetgangersgebied, een brede strook met veel gras, alleen aan de rand liggen er twee paden. Aan het noorden op het terrein van de universiteit ligt een academisch ziekenhuis. Ten oosten, achter de gebouwen aan die kant van de esplanade, strekt het terrein met studentenhuisvesting zich verder uit. Het ziekenhuis en de universiteit zijn goed met de tram te bereiken.
Al sinds de middeleeuwen werd er in Dijon op hoger niveau onderwijs gegeven. Aan het begin van de 18e eeuw kreeg Dijon eindelijk toestemming een universiteit met alleen een faculteit rechten te beginnen. Daar was eerst jarenlang en ten slotte intensief geharrewar met de universiteit van Besançon aan voorafgegaan.
De Universiteit van Bourgondië heeft vestigingen in andere steden in Bourgondië: in Auxerre, Chalon-sur-Saône, Le Creusot, Mâcon en Nevers.

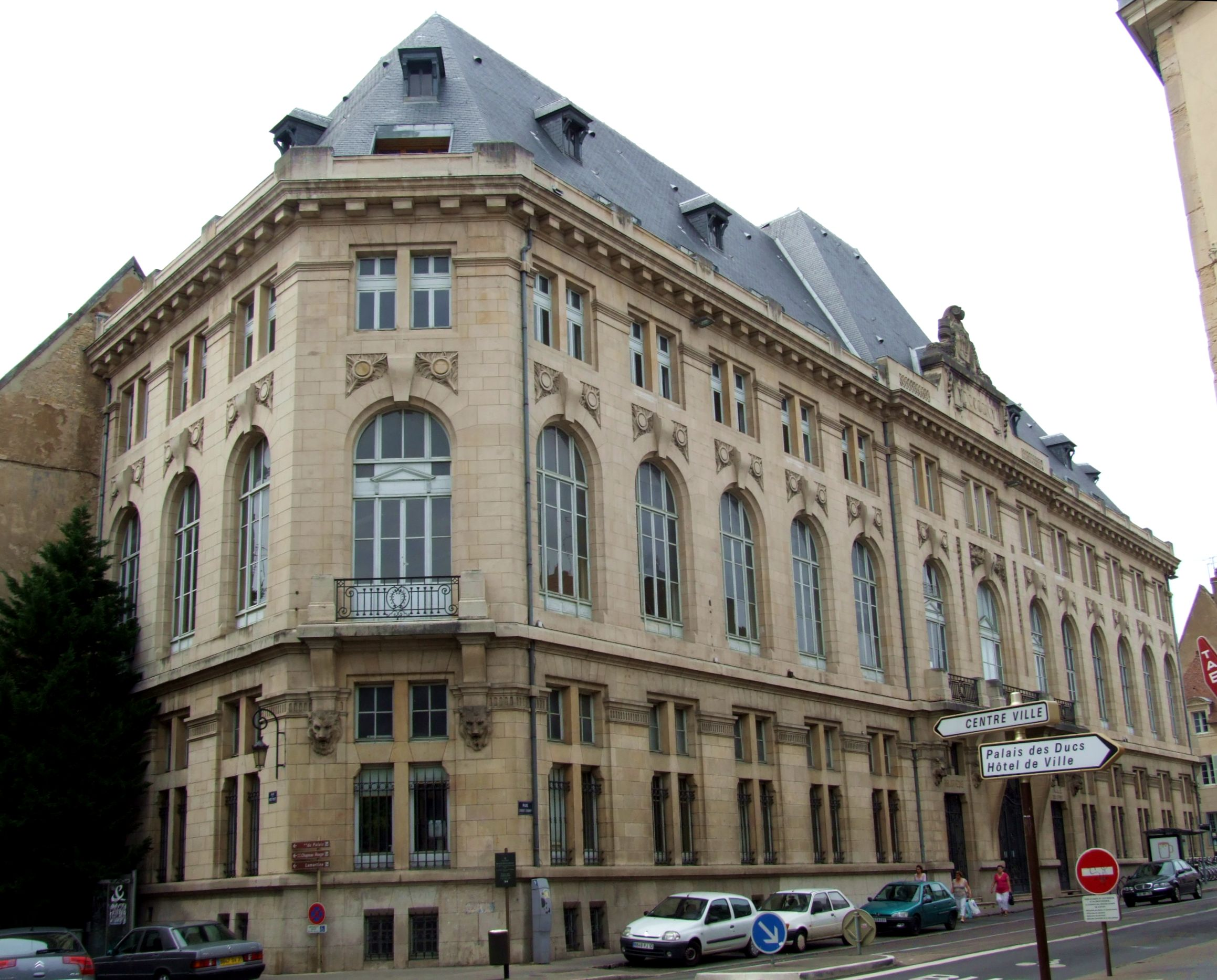
Het gebouw van de universiteit in het centrum van Dijon
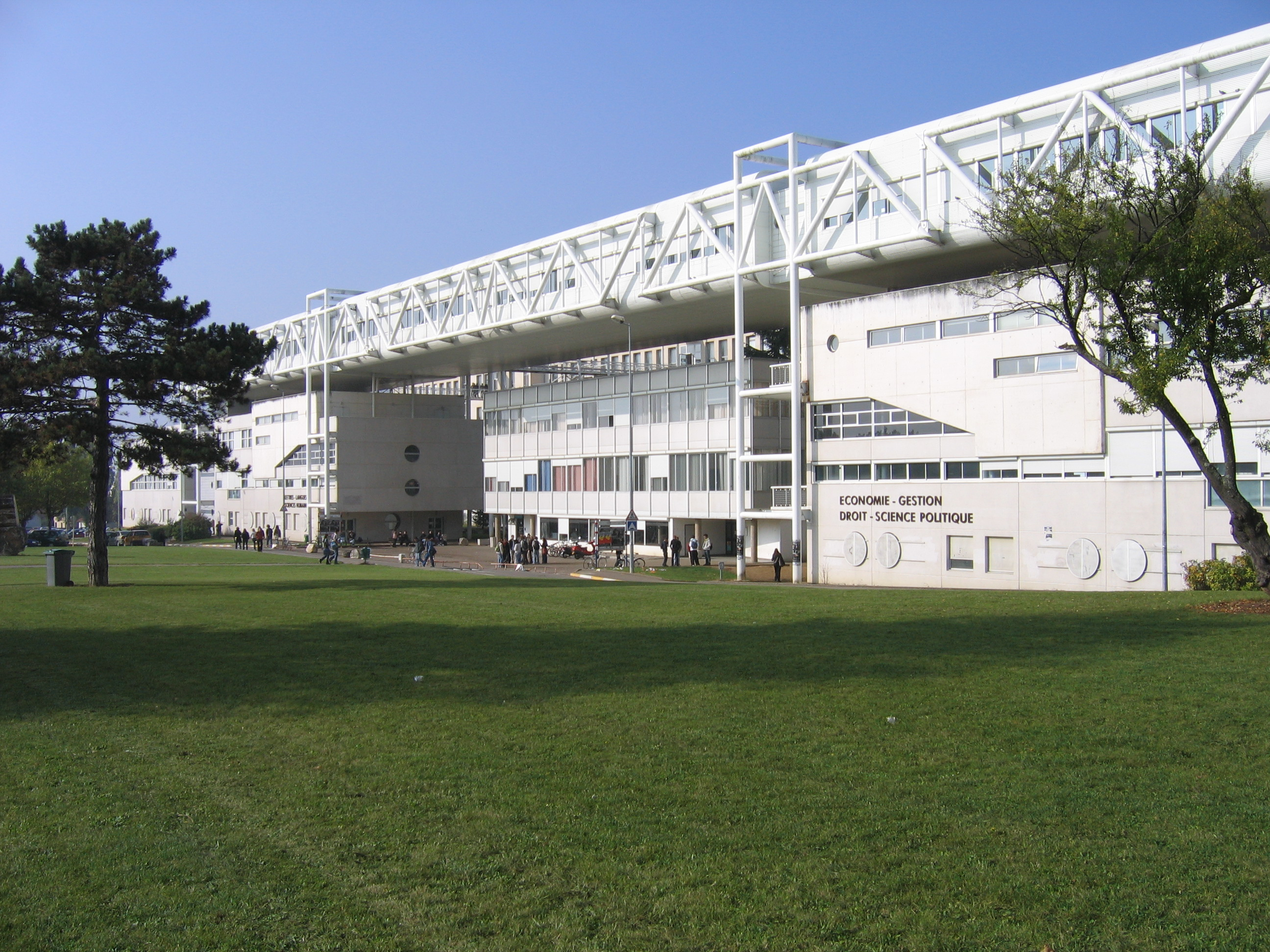
Rechten, talen, economie, bestuurskunde en politicologie
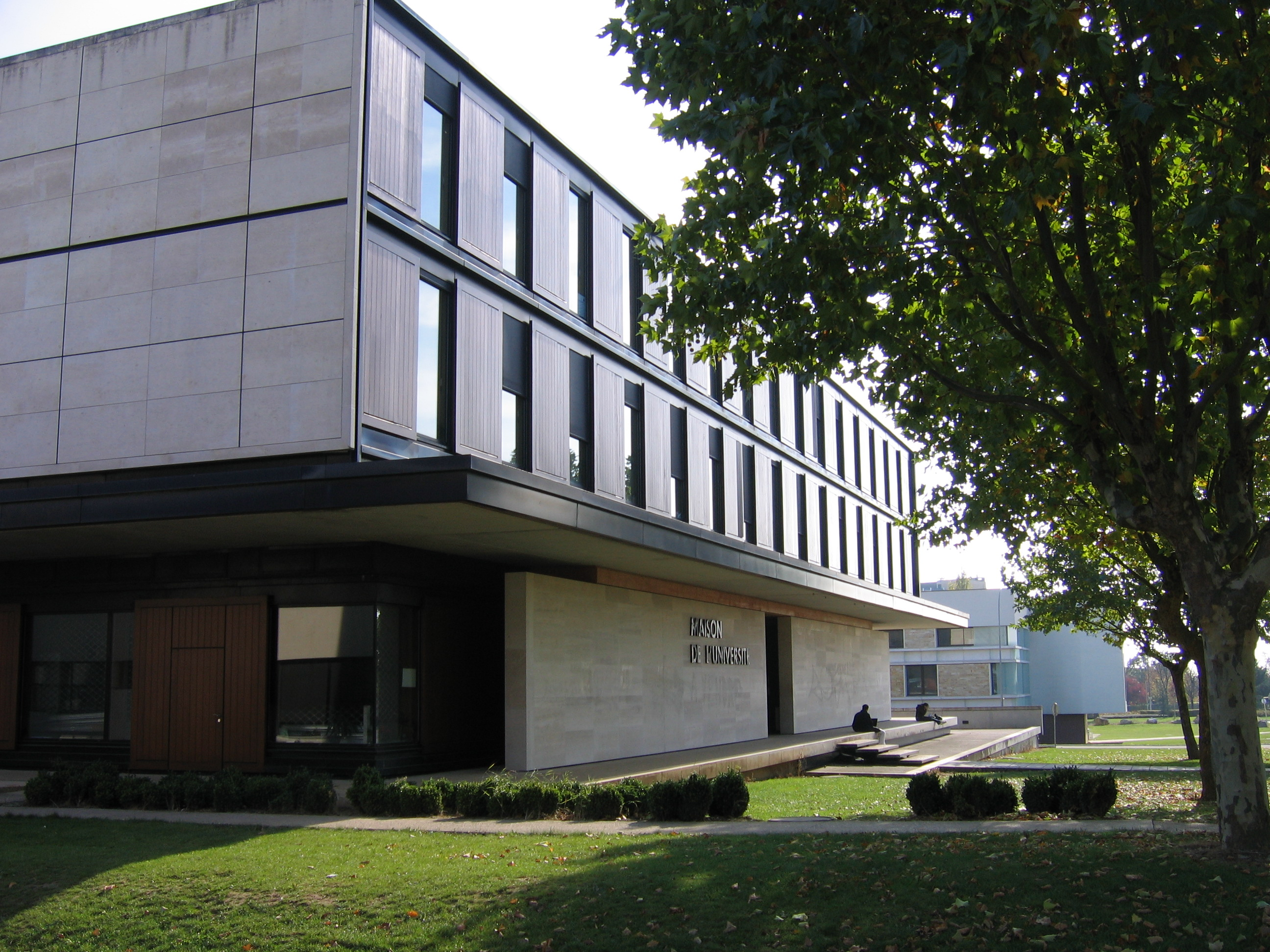
La Maison de l'Université

Docenten
- Gaston Bachelard, filosoof
- Lucien Febvre, historicus
- Louis Renault, hoogleraar internationaal recht

Studenten
- Rachida Dati, minister van Justitie
- Arnaud Montebourg, minister
- Edvard Beneš, president van Tsjecho-Slowakije
- Roger Guillemin, endocrinoloog en winnaar van de Nobelprijs
- Abdoulaye Wade, president van Senegal